# Верх-Усольский сельсовет
Верх-Усольский сельсовет, Верхусольский сельсовет — упразднённая в 1952 году административно-территориальная единица (сельсовет) в Соликамском районе Пермской области (современном Пермском крае). Административный центр — село  Верхусолка
Включен в Володинский сельсовет в 1952 году 

## История
Верх-Усольский  сельский Совет создан в 1924 году в составе Соликамского райисполкома Верхне-Камского округа Уральской области («Экономика Верхне-Камского Округа и его районов», 1928 год).
После упразднения Соликамского района, с включением его территории в Березниковский район (Постановление ВЦИК от 10 июня 1931 года «Об изменениях в составе городов, рабочих поселков и районов Уральской области»), Верх-Усольский  сельсовет в составе Березниковского района Уральской области.
9 марта 1934 года ВЦИК СССР принял Постановление «О переименовании Березниковского района в Ворошиловский»; Верх-Усольский  сельсовет в составе Ворошиловского района до 1938 года.
29 января 1938 года восстановлен Соликамский район (Постановление ВЦИК СССР «Об образовании новых районов Свердловской области»). Верх-Усольский  сельсовет вернулся из Ворошиловского района в Соликамский.
Решением Соликамского райсполкома от 19.01.1952 в состав Володинского сельского совета был включён Верхусольский сельсовет.

## Состав
Перед упразднением в состав  Верхусольского сельсовета входили деревни Сидорова, Садом, Белая,  Мамоны, Чашкино, Родники,  посёлок Бельский,  село Верхусолка.

## Инфраструктура
Личное подсобное хозяйство с зоной сельскохозяйственного использования, индивидуальная застройка усадебного типа.
На территории Верх-Усольского сельсовета были образованы два колхоза: им. Ворошилова и им. Сталина.